# Hướng dẫn viên thể hình

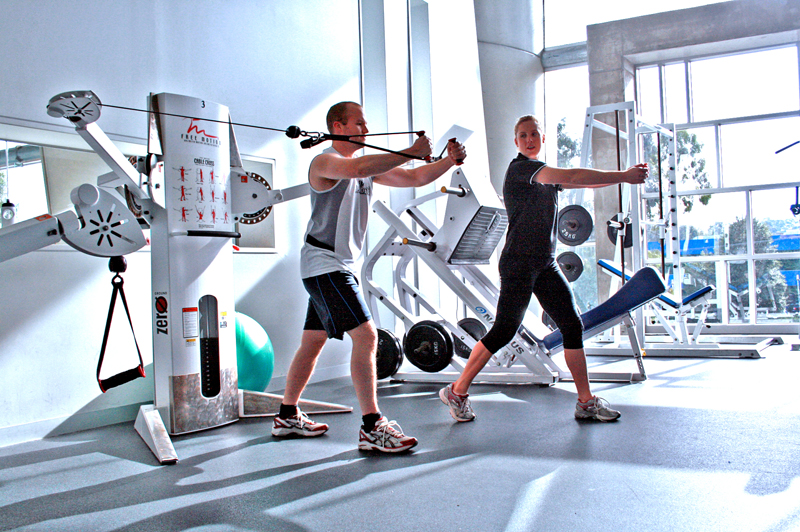
Một hướng dẫn viên PT đang thị phạm cho người tập động tác kéo cáp

Hướng dẫn viên thể hình hay còn gọi là chuyên viên đào tạo cá nhân(Personal trainer) gọi tắt là chuyên viên PT (phát âm tiếng Việt như là Pi-ti) là một người hướng dẫn, đề ra và cung cấp các chương trình tập luyện thể dục an toàn và hiệu quả cho những khách hàng là cá nhân có nhu cầu tập luyện để cải thiện sức khỏe và vóc dáng (giảm cân giảm mỡ). Họ thúc đẩy khách hàng bằng cách hợp tác để đặt mục tiêu, chương trình tập luyện riêng đối với từng khách hàng, học viên. Người hướng dẫn tạo ra các chương trình tập luyện theo mô hình tiến trình, sử dụng đánh giá cơ sở làm điểm khởi đầu cho khả năng thể chất của khách hàng và xây dựng chương trình linh hoạt phù hợp với từng cá nhân. Các hướng dẫn viên thể đủ tiêu chuẩn hoặc các huấn luyện viên thể hình (Professional fitness coach) được chứng nhận (CPT) nhận ra các lĩnh vực chuyên môn. Phạm vi hành nghề của một hướng dẫn viên chủ yếu tập trung vào công việc tư vấn và thực hành hướng dẫn tăng cường sức khỏe và thể lực của những học viên, khách hàng tập luyện thể dục, thể hình.

## Công việc

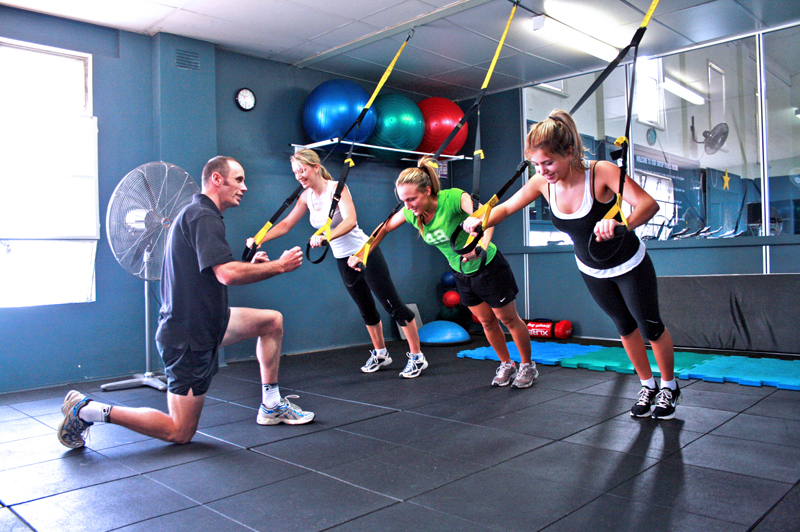
Nhân viên PT đang hướng dẫn người tập

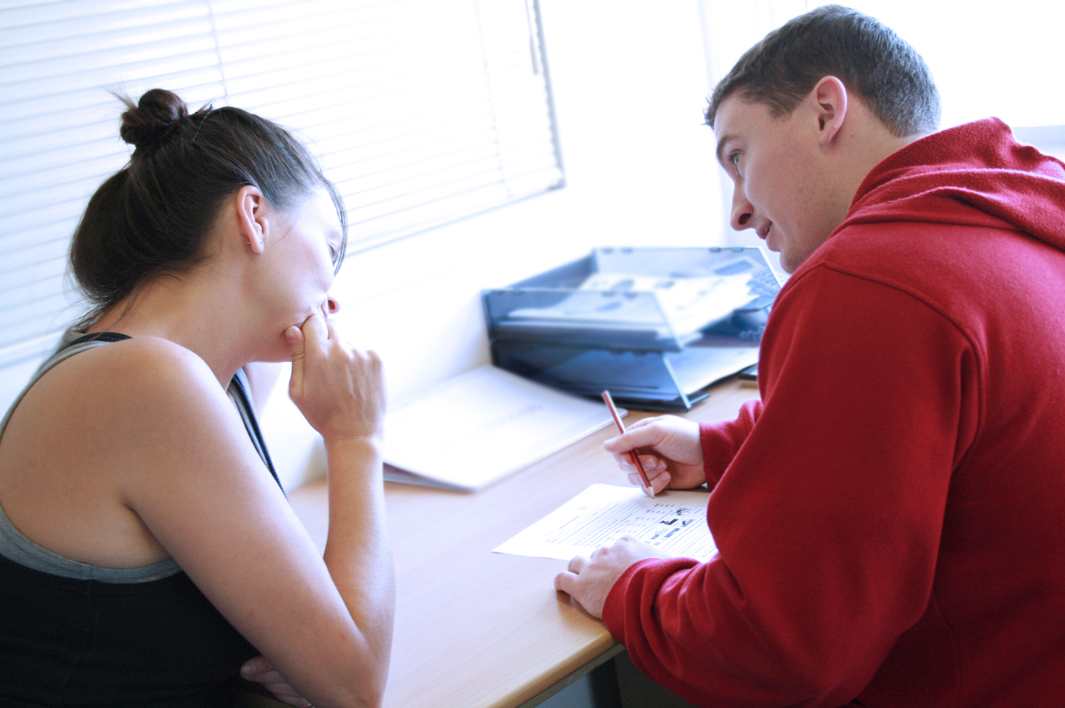
Một hướng dẫn viên đang tư vấn riêng cho khách hàng về lịch tập gym

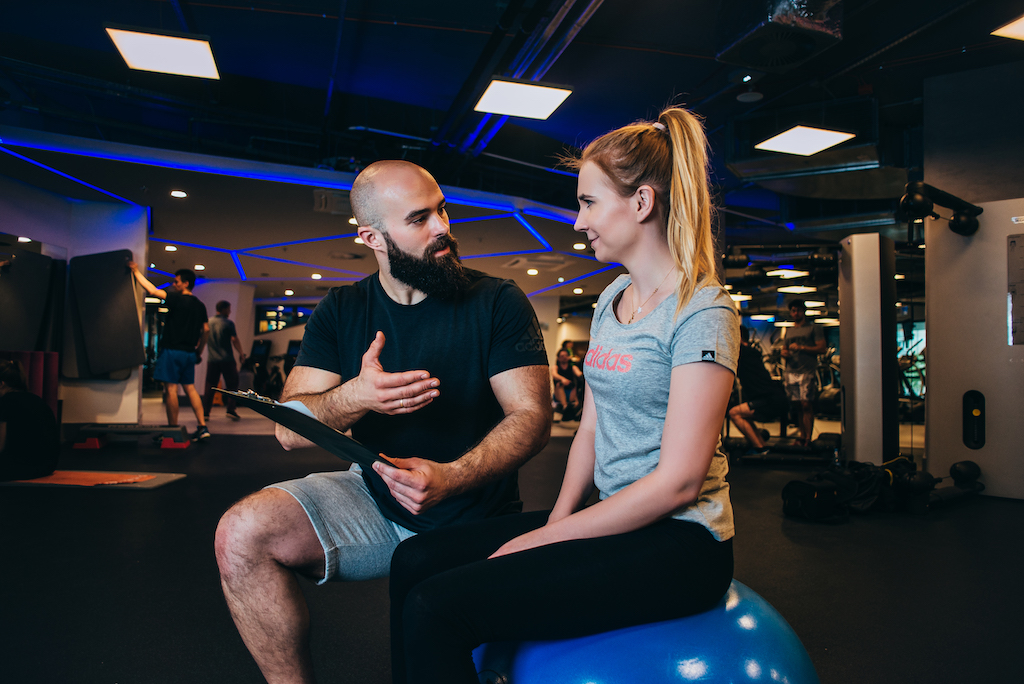
Một nhân viên PT đang tư vấn cho khách hàng

Người hướng dẫn cũng tiến hành nhiều đánh giá khác nhau bắt đầu bằng việc khảo sát kiểm tra sức khỏe trước khi tham gia và cũng có thể bao gồm các đánh giá về tư thế và chuyển động, độ linh hoạt, sự cân bằng và thăng bằng, chức năng cốt lõi, thể lực tim mạch-hô hấp, thể lực cơ bắp, thành phần cơ thể (các tỷ lệ cơ thể) và các thông số liên quan đến kỹ năng (ví dụ: sức mạnh, sự nhanh nhẹn, sự phối hợp của thân thể, tốc độ và khả năng phản ứng) để quan sát và thu thập thông tin có liên quan cần thiết để phát triển một chương trình tập luyện hiệu quả và hỗ trợ khách hàng đạt được mục tiêu. Những đánh giá này có thể được thực hiện khi bắt đầu và sau một chương trình tập luyện để đo lường tiến trình của khách hàng hướng tới việc cải thiện thể lực. Nếu một huấn luyện viên nghi ngờ rằng một trong những khách hàng của họ có tình trạng sức khỏe có thể yêu cầu khách hàng dừng tham gia một chương trình tập luyện để đảm bảo an toàn, họ phải tư vấn, giới thiệu khách hàng đến chuyên gia y tế được cấp phép y tế phù hợp để thăm khám. 
PT là huấn luyện viên thể hình cá nhân mà công việc chính giúp đỡ những người tập gym cải thiện sức khỏe và vóc dáng. PT cũng cung cấp giáo dục về nhiều khía cạnh khác của sức khỏe, bao gồm các hướng dẫn về sức khỏe và dinh dưỡng nói chung. PT là những người có chuyên môn, kinh nghiệm trong việc luyện tập và ăn uống. Tùy vào nhu cầu của khách hàng, Personal Trainer sẽ hỗ trợ lập kế hoạch luyện tập ngắn hạn và dài hạn. PT cũng sẽ là người hướng dẫn các bài tập cụ thể và chi tiết. Personal Trainer cũng sẽ là người giúp lên kế hoạch ăn uống cụ thể, đảm bảo các chất dinh dưỡng theo mục tiêu khách hàng đưa ra. Theo thời gian định kỳ, PT gym sẽ là người kiểm tra các chỉ số đo sức khỏe như là lượng mỡ, cân nặng, chiều cao. Công việc của một PT không bị gò bó về mặt thời gian mà làm việc một cách linh động và phần lớn là phụ thuộc vào yêu cầu của học viên. 
Ngày nay, huấn luyện viên thể hình là một trong những nghề được mang lại thu nhập tốt và được đánh giá là có khả năng phát triển bền vững vì đi đôi với sức khỏe con người. Nhiều người sẵn sàng bỏ một số tiền lớn thuê PT riêng để được hướng dẫn tập luyện và các chế độ ăn uống. Đây là công việc có thu nhập tốt so với mặt bằng thu nhập chung của xã hội, cơ hội thăng tiến trong nghề khả quan vì nếu có kiến thức chuyên sâu về thể hình sẽ được nâng lên các chức vụ quản lý, giám sát với mức lương hấp dẫn. Một người có thể làm công việc này đến năm 35 tuổi, sau đó có thể làm tiếp công việc đào tạo huấn luyện viên thể hình, làm giám sát, quản lý phòng tập. Khi xã hội phát triển, đời sống được nâng cao thì nhu cầu chăm sóc sức khỏe, vóc dáng sẽ được mọi người chú trọng, vì vậy nhu cầu tìm đến các huấn luyện viên cá nhân cao. Dù vậy vẫn có những trung tâm lớn các huấn luyện viên cá nhân sẽ rất bị áp lực về doanh số, nếu không đạt được sẽ bị trừ lương, nhiều người phải bất chấp mọi thứ để qua mặt khách hàng hoặc chèo kéo, đeo bám gạ gẫm các gói PT riêng. 
Những người làm nghề này còn có thời gian tập luyện, chăm sóc cho bản thân nên có thêm lợi thế về ngoại hình. Khi hướng dẫn riêng thì cũng có cơ hội tiếp xúc với các khách hàng làm việc trong nhiều ngành nghề khác nhau, từ đó có cơ hội học hỏi, trau dồi vốn sống, kỹ năng giao tiếp, những yêu cầu của nghề sẽ ngày càng khó hơn, vì mối liên hệ giữa tập luyện, y khoa và tâm lý trong lĩnh vực này, ngoài việc tập luyện và xây dựng bài tập cho khách, còn phải am hiểu rất nhiều kiến thức để kịp thời đưa ra những lời khuyên và cải thiện việc tập luyện cũng như sức khỏe cho khách hàng. Để có chứng chỉ hành nghề, thì phải theo học các khóa đào tạo của các hiệp hội đào tạo huấn luyện viên cá nhân trong nước hoặc nước ngoài để bổ sung kiến thức về dinh dưỡng, giải phẫu, chuyển động cơ học. Sau khi theo học các khóa đào tạo này, người học sẽ có được chứng chỉ hành nghề huấn luyện viên cá nhân và được công nhận. Và để trở thành một huấn luyện viên cá nhân cần rất nhiều yếu tố về chuyên môn, có kinh nghiệm tập luyện từ 3 năm, kỹ năng truyền đạt, giao tiếp và ngoại ngữ, người làm huấn luyện viên phải trau dồi về vốn sống, khả năng thuyết phục vì phải là người truyền cảm hứng, là tấm gương cho học viên về lối sống tích cực. 